# ثين هاوسر
ثين هاوسر (بالإنجليزية: Thane Houser)‏ هو مهندس أمريكي، ولد في 27 يوليو 1891، وتوفي في 23 نوفمبر 1967.